# Mainklein

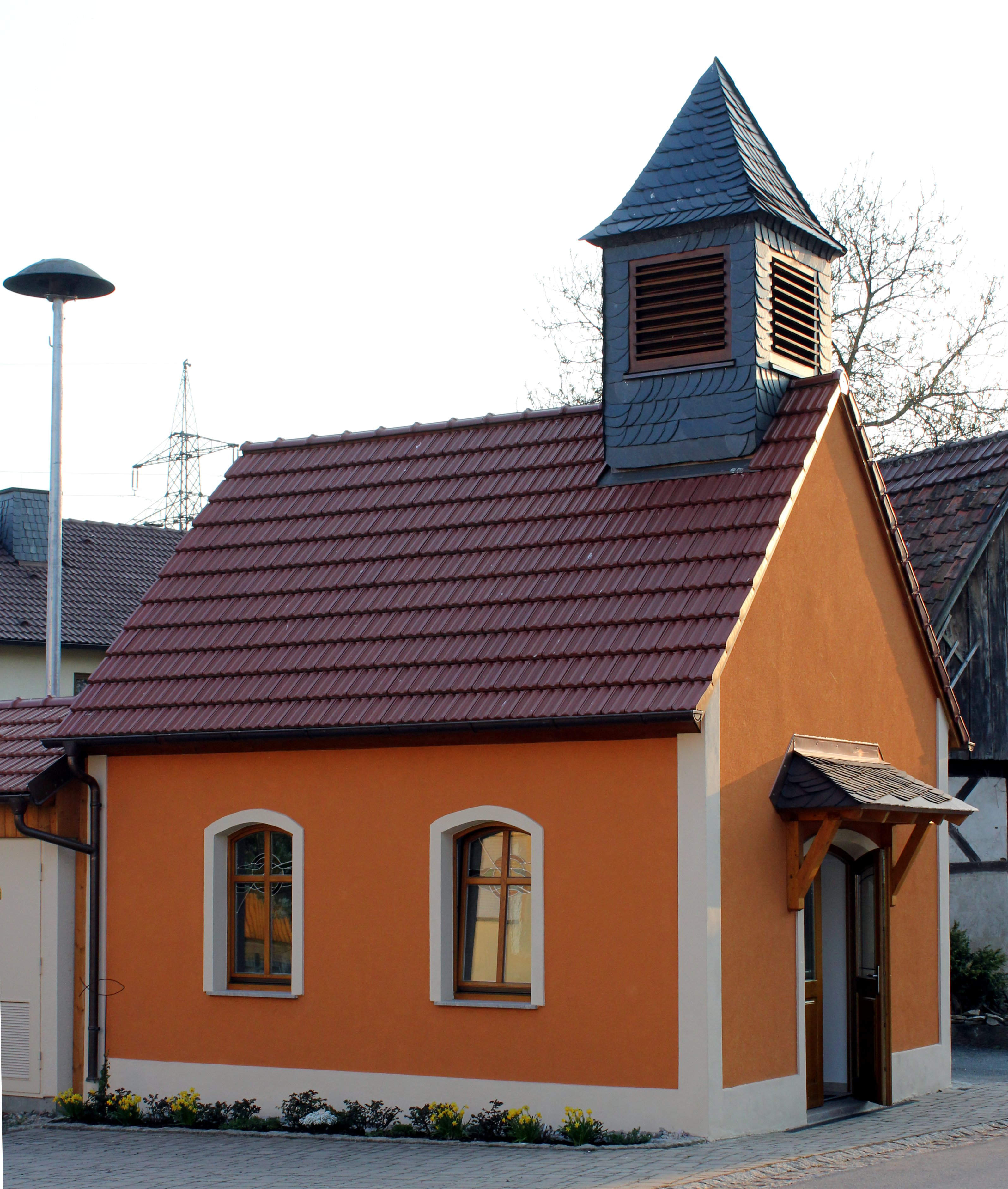
Kapelle in Mainklein

Mainklein ist ein Dorf mit 143 Einwohnern und Ortsteil von Burgkunstadt im Landkreis Lichtenfels. 

## Geographie
Das Dorf besteht aus zwei baulich voneinander getrennten Teilen. Das Kerndorf befindet sich südlich der B 289, der Ortsteil Weidenburg nördlich davon.

## Geografische Lage
Mainklein liegt auf 282–298 m ü. NN am südlichen Ende des Häckergrundes, durch den der Häckergrundbach fließt. Während sich der nördliche Ortsteil Weidenburg noch in den Ausläufern des Häckergrundes liegt, befindet sich der südliche Teil Mainkleins, das Kerndorf', in einer Mainaue. Aufgrund seiner Lage im oberfränkischen Maintal gehört der Ort zum Obermainischen Bruchschollenland. Der Main fließt unmittelbar am südlichen Ortsrand vorbei. Der Ortskern von Burgkunstadt ist westlich etwa 3,75 Kilometer entfernt.

## Geschichte
Gegründet wurde Mainklein vermutlich als slawische Siedlung um 800 nach Christus. Erstmals schriftlich erwähnt wurde das Dorf in der Urkunde Alemanica Franconica vom 8. April 1251 als „Mouglinde“. Damals handelte es sich wahrscheinlich nur um einen Hof mit umliegenden Hütten, der sich aller Wahrscheinlichkeit nach auf der östlichen Seite des Häckergrundbaches befand.
Lange Zeit war der Ort durch kirchliche und weltliche Regentschaft getrennt. So gehörte das ritterliche Anwesen im oberen Dorf lange Zeit der Familie von Kunstadt und anschließend der Familie von Waldenfels, kirchlich gehörte der Ort stets zur Mainrother Pfarrei. Das untere Dorf mit dem Göhlengut westlich des Häckergrundbaches war Teil der Altenkunstadter Pfarrei und gehörte ab etwa 1350 zum Kloster Langheim. Der Häckergrundbach bildete im Mittelalter und in der Frühen Neuzeit ungefähr die Grenze zwischen kirchlicher und adliger Herrschaft, was sich in der Reformationszeit noch verstärkte, da der obere Teil Mainkleins evangelisch wurde. Mit der Gegenreformation Ende des 16. Jahrhunderts kehrten die meisten protestantischen Bürger wieder zur katholischen Kirche zurück.
Am 10. Oktober 1896 wurde in Mainklein die Freiwillige Feuerwehr gegründet. Das einhundertjährige Jubiläum fand vom 26. bis zum 29. Juli 1996 statt.
Im Jahr 1948 wurde aus Dankbarkeit für die Heimkehr der Soldaten aus dem Zweiten Weltkrieg mit dem Bau einer Kapelle begonnen. Die Weihe der durch Spenden finanzierten Glocke fand zwei Jahre später statt. Da während der Bauphase das Geld ausging, gab man das Bauprojekt auf und widmete den Rohbau als erstes Feuerwehrhaus Mainkleins um. Rund 50 Jahre erfüllte das Gebäude diesen Zweck, bis im Jahr 1995 ein neues Feuerwehrhaus gebaut wurde. Da das alte Gebäude leer stand, kam in der Bevölkerung der Wunsch auf, es wieder als Kapelle auszubauen; am 6. Juli 2005 wurde der Kapellenverein Mainklein gegründet. Der Umbau konnte Anfang Juni 2010 fertiggestellt werden und die Weihe fand am 13. Juni 2010 statt.
Der Tischfußballverein Maintalkicker Mainklein wurde am 11. Mai 1968 gegründet. Am 18. September 1981 erfolgte die Gründung der Wanderabteilung und im 20. Jubiläumsjahr trug der Verein zusammen mit dem KC Burgkunstadt 1988 die 11. deutsche Tischfußballmeisterschaft aus. Die Eintragung im Vereinsregister erfolgte im Januar 2003. Damit war die Namensänderung in Maintalkicker Mainklein e. V. verbunden.
Am 1. Januar 1977 wurde die Gemeinde Theisau, zu der Mainklein gehörte, in die Stadt Burgkunstadt eingemeindet.

### Etymologie
Die erste gesicherte Schreibweise, niedergeschrieben in der Alemanica Franconica vom 8. April 1251, lautete „Mouglinde“. Die erste Silbe Moug, die für den Main stand, leitet sich vermutlich von der indogermanischen Sprachwurzel mi, mei, bzw. moi ab, die wandern bedeutet. Im Keltischen wurde der Main „Moinos“ und von den Römern „Meunus“ genannt. Das Wort Main könnte daher wandernder Fluss bedeuten.
Die weiteren Silben glinde stammen aus dem Slawischen und bedeuten Lehm. Dies lässt darauf schließen, dass der lehmige Untergrund für die Siedler eine Besonderheit darstellte, wenn nicht ein Alleinstellungsmerkmal, das die Siedlung charakterisierte. Johann Baptist Müller, Burgkunstadter Heimatforscher und früherer Leiter der Bezirksgruppe Burgkunstadt des Colloquium Historicum Wirsbergense deutete den Ortsnamen Mainklein als „Siedlung auf lehmigem Boden, am Main gelegen“.
In den folgenden Jahrhunderten wandelte sich die Schreibweise öfter geringfügig, von 1317 ist die Schreibweise „Meungelinden“, 1319 „Meinglein“ und 1400 „Maynglein“ („bei Teyssing“, Theisau) überliefert.

### Einwohnerentwicklung
Die Tabelle gibt die Einwohnerentwicklung Mainkleins anhand einzelner Daten wieder.
| Jahr | Einwohner | Quelle |
| ---- | --------- | ------ |
| 1987 | 130       | [ 7 ]  |
| 2001 | 147       | [ 8 ]  |
| 2002 | 147       | [ 8 ]  |
| 2003 | 142       | [ 8 ]  |
| 2004 | 143       | [ 9 ]  |
| 2005 | 146       | [ 9 ]  |
| 2006 | 142       | [ 9 ]  |
| 2007 | 143       | [ 1 ]  |
| 2008 | 145       | [ 1 ]  |
| 2009 | 138       | [ 1 ]  |
| 2010 | 143       | [ 1 ]  |

## Vereine
- Freiwillige Feuerwehr Mainklein e. V.
- Gemeinschaft landwirtschaftlicher Grundeigentümer Mainklein e. V.
- Jagdgenossenschaft Theisau/Mainklein
- Kapellenverein Mainklein
- Maintalkicker Mainklein e. V.